# Funkhouserella sinuata
Funkhouserella sinuata är en insektsart som beskrevs av William D. Funkhouser 1929. Funkhouserella sinuata ingår i släktet Funkhouserella och familjen hornstritar. Inga underarter finns listade i Catalogue of Life.